# Schrotschnitt

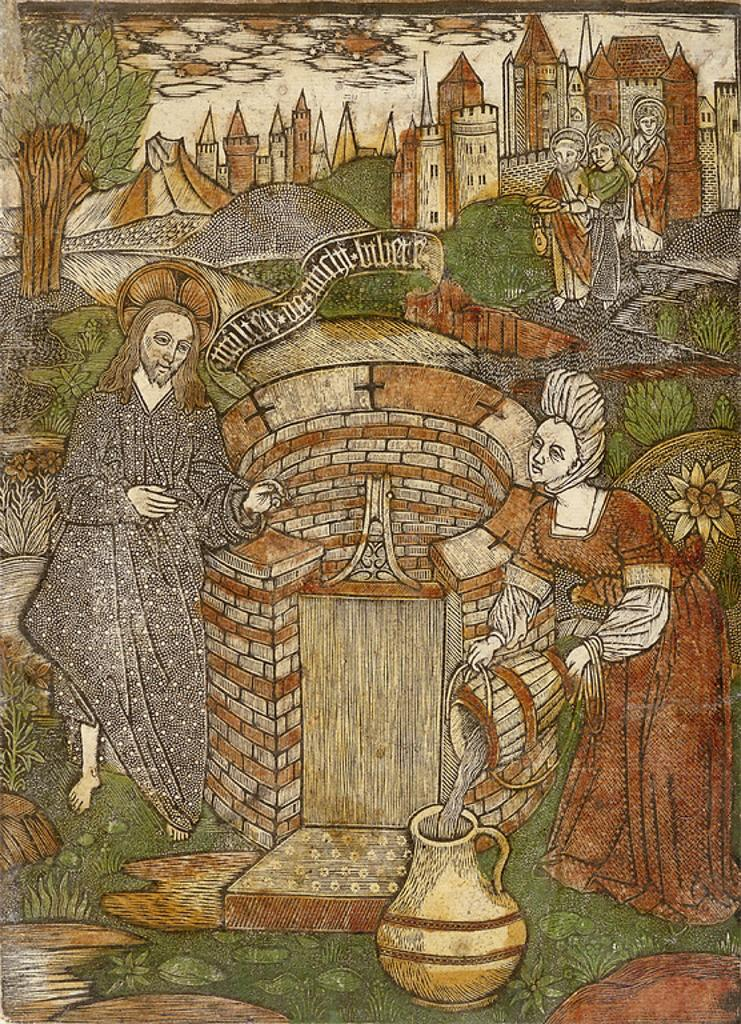
Christus und die Samariterin, wohl 1470er Jahre

Der Schrotschnitt ist ein seltenes grafisches Hochdruckverfahren, das im 15. Jahrhundert eine kurze Blütezeit erlebte.
Der Druckstock war in der Regel aus weichem Metall oder Hirnholz. Die Flächen einer Darstellung, Hintergründe, Gewänder und manchmal auch die gesamte Linienführung wurden durch ornamental gleichmäßiges Einschlagen punktgroßer Punzen erzeugt, die Löcher in der Platte und damit weiße Punkte im Abdruck ergeben.
Als ältester Schnitt gilt der Hl. Bernhard von 1452, Paris. Schon 1460 wurden nahezu ein Viertel aller Formschnitte in dieser Technik ausgeführt. Nach 1480 sind kaum Abzüge in Schrotschnitt-Technik bekannt.